# Hans-Martin Renn
Hans-Martin Renn (* 1967) ist ein deutscher Architekt. Renn betreibt ein Architekturbüro in Fischen im Allgäu. Er gilt als der bekannteste Architekt für Skisprungschanzen.

## Leben
Nach einer Ausbildung zum Bauzeichner erlangte Renn über den Zweiten Bildungsweg sein Abitur. Anschließend studierte er Architektur in Würzburg. Von 2001 bis 2011 war er im Zuge einer Sozietät in Sonthofen selbstständig, danach leitete er das Büro in alleiniger Verantwortung.
Hans-Martin Renn ist seit 2013 bei der Fédération Internationale de Ski (FIS) Chairman des „Sub-commitee for ski jumping hills“ (Vorsitzender des Schanzenbaukomitees).
In seiner Freizeit widmet sich Renn dem Rennradfahren und dem Skilanglauf.

## Projekte
Sein erstes Schanzenprojekt war 2003 der Umbau der Großschanze in Oberstdorf für die Nordische Skiweltmeisterschaften 2005.
Danach folgten Aufträge für weitere Um- und Neubauten wie die Große Olympiaschanze in Garmisch-Partenkirchen, die Schanzenanlage im Kanzlersgrund in Oberhof, die Schanzen im Nationalen Nordischen Skizentrum in Kandersteg, die Mühlenkopfschanze in Willingen, die Rothausschanze in Hinterzarten, das Snow Ruyi National Ski Jumping Centre bei Zhangjiakou, das RusSki-Gorki-Zentrum in Sotschi und das Granåsen skisenter in Trondheim.
Beteiligt war Renn beim Bau der Chiemgau-Arena in Ruhpolding und beim Planungskonzept für die Sportstätten zu den Nordischen Skiweltmeisterschaften 2021 sowie an der Modernisierung der Heini-Klopfer-Skiflugschanze in Oberstdorf.
In der aktuellen Planung sind die Sprunganlagen für die Nordischen Skiweltmeisterschaften 2025 in Trondheim.

## Bauliche Probleme
Beim Umbau der Rothausschanze in Hinterzarten gab es bauliche Probleme, die nach einem Baustopp einen erneuten Umbau zur Folge hatten.